# Wyłuszczarnia nasion w Zwierzyńcu
Wyłuszczarnia nasion w Zwierzyńcu – obiekt zabytkowy w Zwierzyńcu obejmujący budynek produkcyjny wyłuszczarni wraz z powiązanym z nim (łącznikiem) budynkiem magazynowym. Zabytek znajduje się przy ulicy Szczepankiewicza w pobliżu rzeki Wieprz.

## Historia
Budynek powstał w 1896 w ramach ordynacji zamojskiej. Po zakończeniu działalności ordynacji, w 1944, zakład został przejęty przez Nadleśnictwo Zwierzyniec. Podczas remontu przeprowadzonego w latach 1987–1993 wymieniono okna, drzwi, więźbę dachową, schody oraz pokrycie dachu. W 2010 utworzono tu Leśny Ośrodek Nasienny.

## Architektura
Budynek produkcyjny zbudowano z wapiennych bloczków łączonych wapienną zaprawą. Narożniki wykonano z cegły, podobnie jak ściany wewnętrzne. Rzut budynku układa się w literę T. Budynek dwukondygnacyjny z użytkowym poddaszem, bez podpiwniczenia, kryty dwuspadowym dachem. Powierzchnia użytkowa wynosi 340 m², natomiast kubatura 1600 m³.

## Galeria

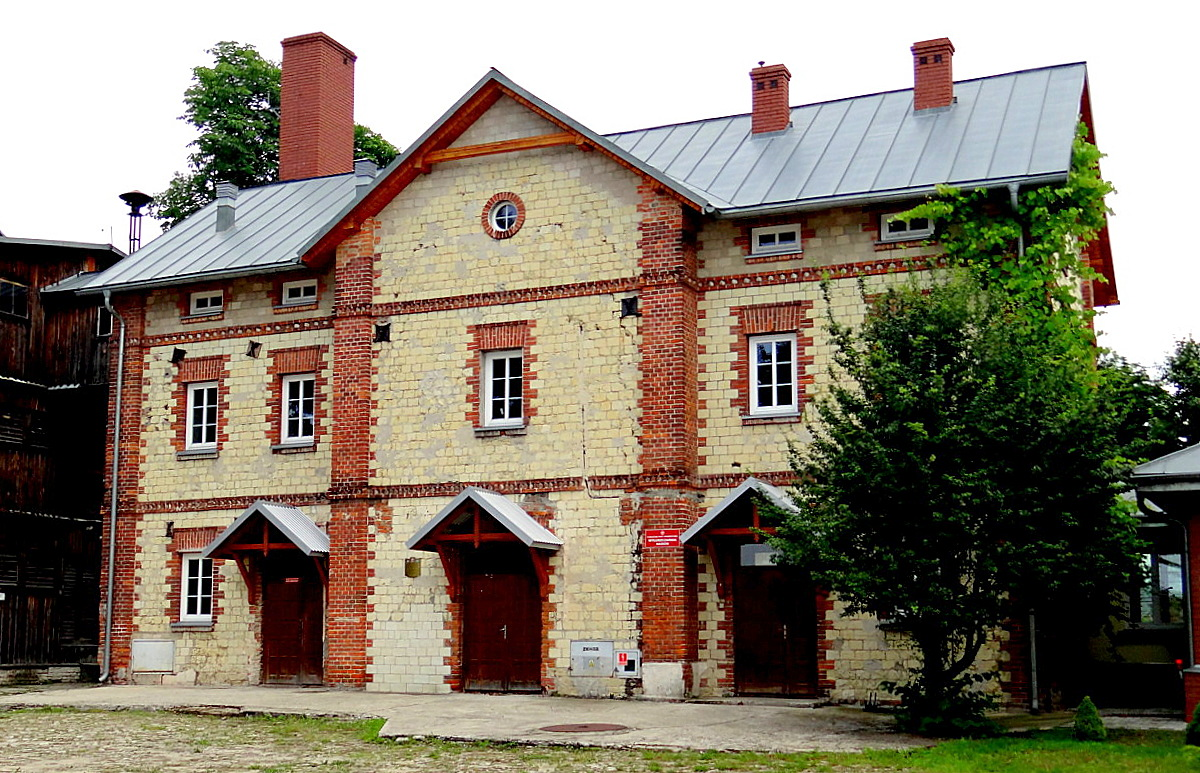
Budynek główny
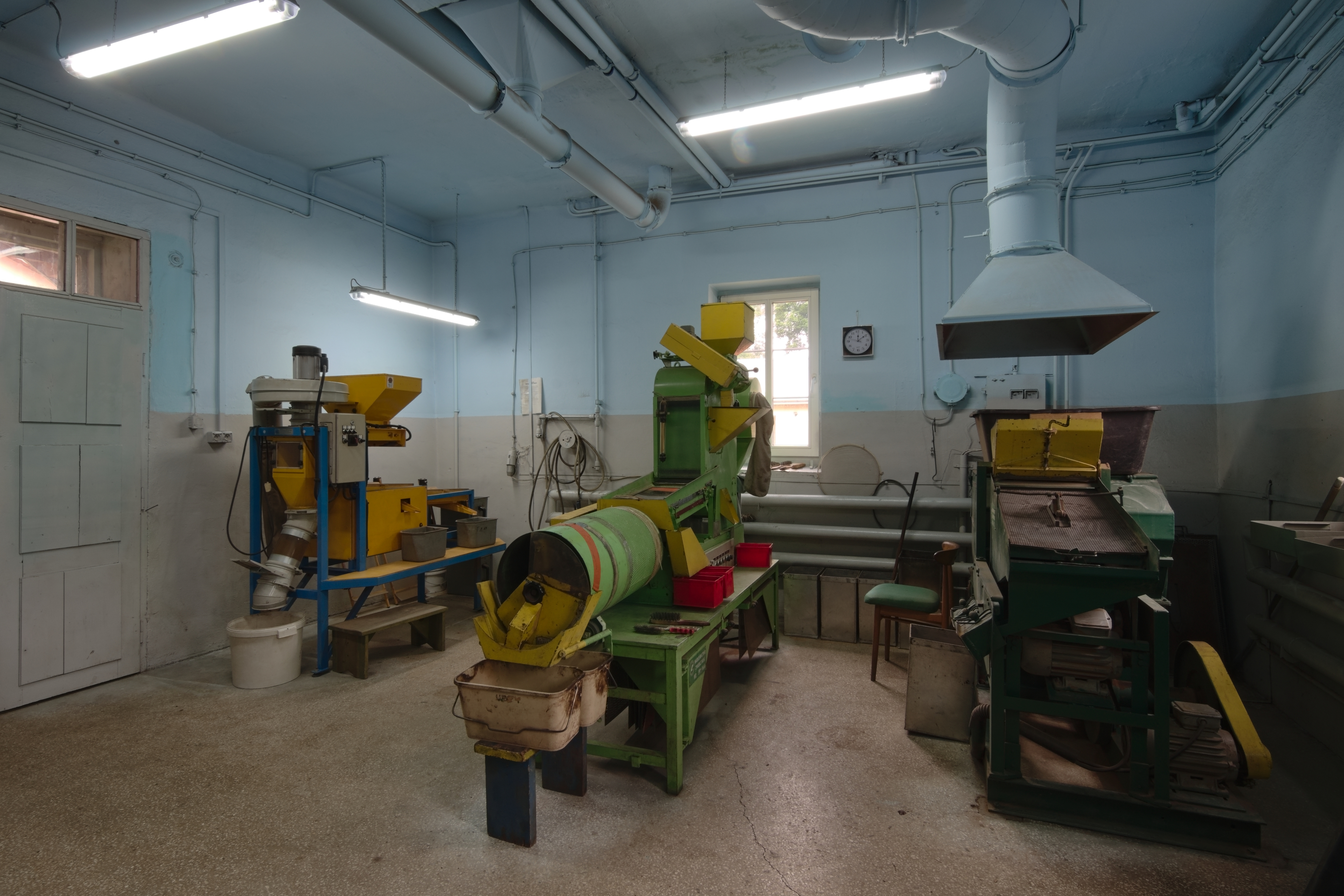
Wnętrze wyłuszczarni
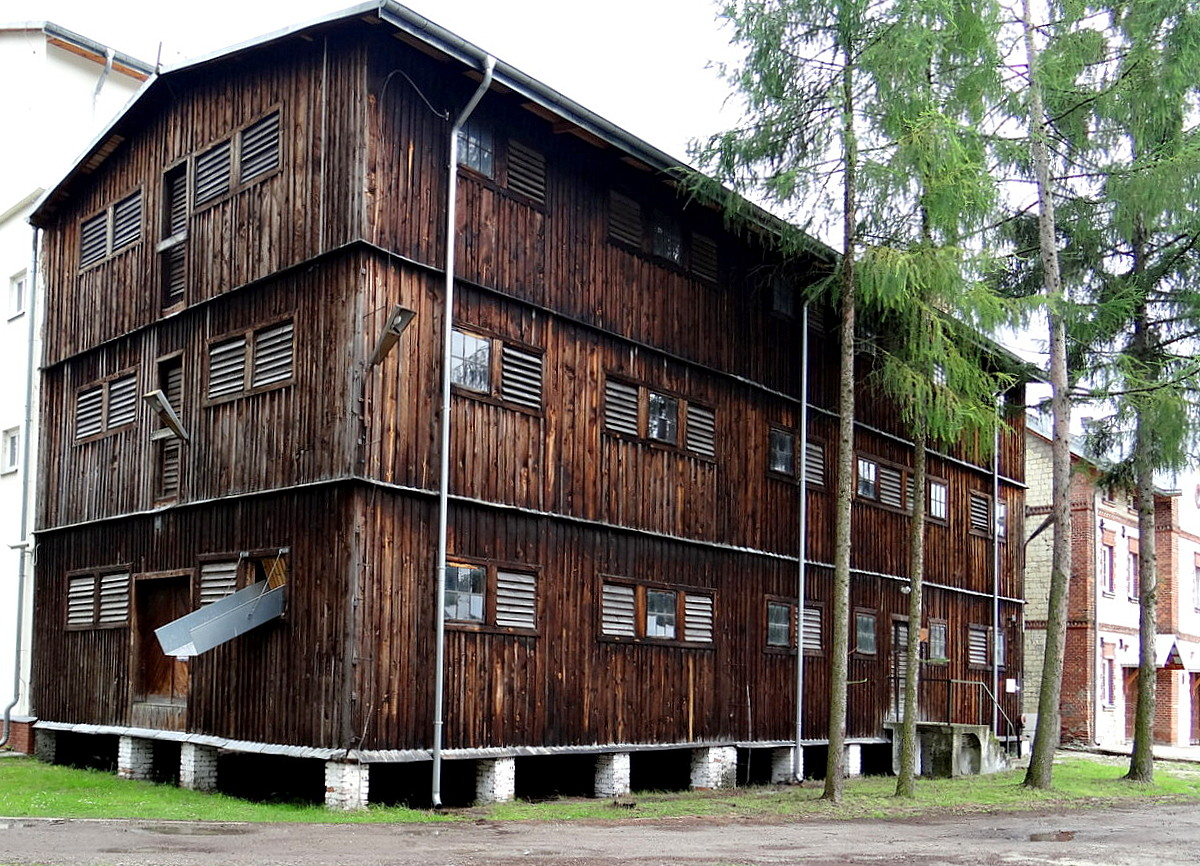
Magazyn
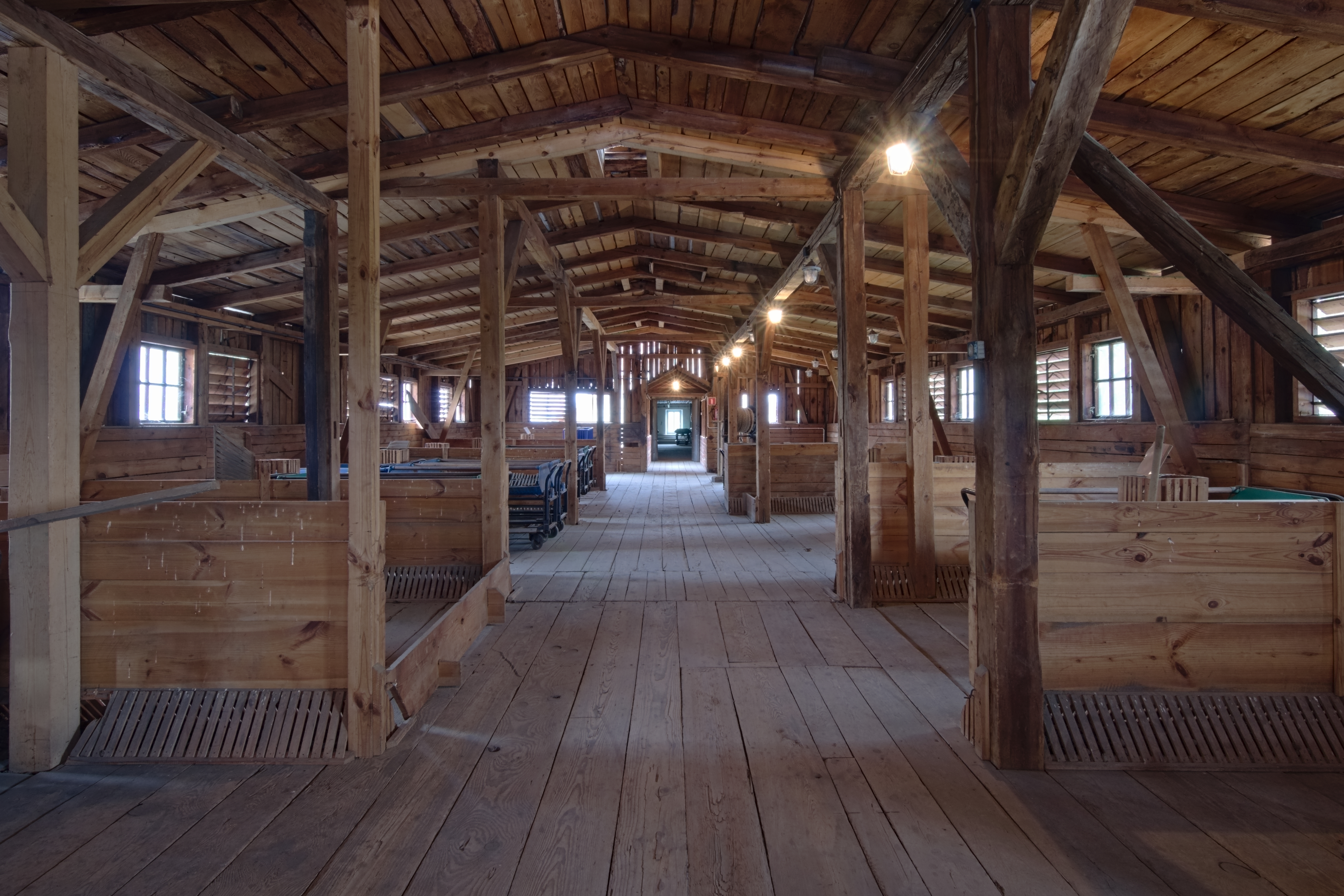
Wnętrze magazynu